# 이토이촌
이토이촌(糸井村)은 효고현 야부군에 있던 촌이다. 현재의 아사고시 북서단에 해당한다.

## 역사
- 1889년 4월 1일 - 정촌제 시행에 의해 9촌의 구역을 가지고 성립하였다.
- 1955년 3월 31일 - 오쿠라촌과 합병해 난탄정이 성립, 동일 이토이촌은 폐지되었다.

## 참고문헌
- 角川日本地名大辞典 28 兵庫県